# Comicus carnalli
Comicus carnalli is een rechtvleugelig insect uit de familie van de Schizodactylidae. De wetenschappelijke naam van deze soort is voor het eerst geldig gepubliceerd in 1995 door John Irish.